# Cheilosia brachiptera
Cheilosia brachiptera är en tvåvingeart som beskrevs av Ricardo L. Palma 1864. Cheilosia brachiptera ingår i släktet örtblomflugor, och familjen blomflugor.
Artens utbredningsområde är Italien. Inga underarter finns listade i Catalogue of Life.